# Jožef Kvas
Jožef Kvas (* 9. September 1919 in Cerklje na Gorenjskem; † 29. Dezember 2005 in Ljubljana) war ein römisch-katholischer Weihbischof in Ljubljana.

## Leben
Kvas empfing am 5. Juni 1945 die Priesterweihe.
Am 13. Mai 1983 wurde er zum Weihbischof in Ljubljana und Titularbischof von Calama ernannt. Die Bischofsweihe spendete ihm am 12. Juni desselben Jahres Erzbischof Michele Cecchini, Mitkonsekratoren waren Alojzij Šuštar, Erzbischof von Ljubljana und Stanislav Lenic, sein Vorgänger als Weihbischof. Am 13. November 1999 wurde Kvas emeritiert.